# Glossadelphus singalangensis
Glossadelphus singalangensis är en bladmossart som beskrevs av Julius Baumgartner och J. Fröhlich 1953. Glossadelphus singalangensis ingår i släktet Glossadelphus och familjen Hypnaceae. Inga underarter finns listade i Catalogue of Life.